# Woropaj (wieś)
Woropaj (biał. Варапаі, Warapai; ros. Воропаи, Woropai) – wieś na Białorusi, w obwodzie mińskim, w rejonie stołpeckim, w sielsowiecie Litwa, nad Sułą.
Współcześnie w skład wsi wchodzi także dawny folwark Bobrowszczyzna.

## Historia
W XIX i w początkach XX w. wieś nosiła nazwę Repiej i położona była w Rosji, w guberni mińskiej, w powiecie mińskim, w gminie Rubieżewicze.
W dwudziestoleciu międzywojennym Woropaj i Bobrowszczyzna leżały w Polsce, w województwie nowogródzkim, w powiecie wołożyńskim, w gminie Wołma. W 1921 Woropaj liczył 143 mieszkańców, zamieszkałych w 24 budynkach; Bobrowszczyzna liczyła zaś 9 mieszkańców, zamieszkałych w 2 budynkach. Mieszkańcami obu miejscowości byli wyłącznie Polacy, w większości wyznania rzymskokatolickiego, z wyjątkiem 2 prawosławnych mieszkańców Bobrowszczyzny.
Po II wojnie światowej w granicach Związku Sowieckiego. Od 1991 w niepodległej Białorusi.